# Dorfkirche Bahnitz

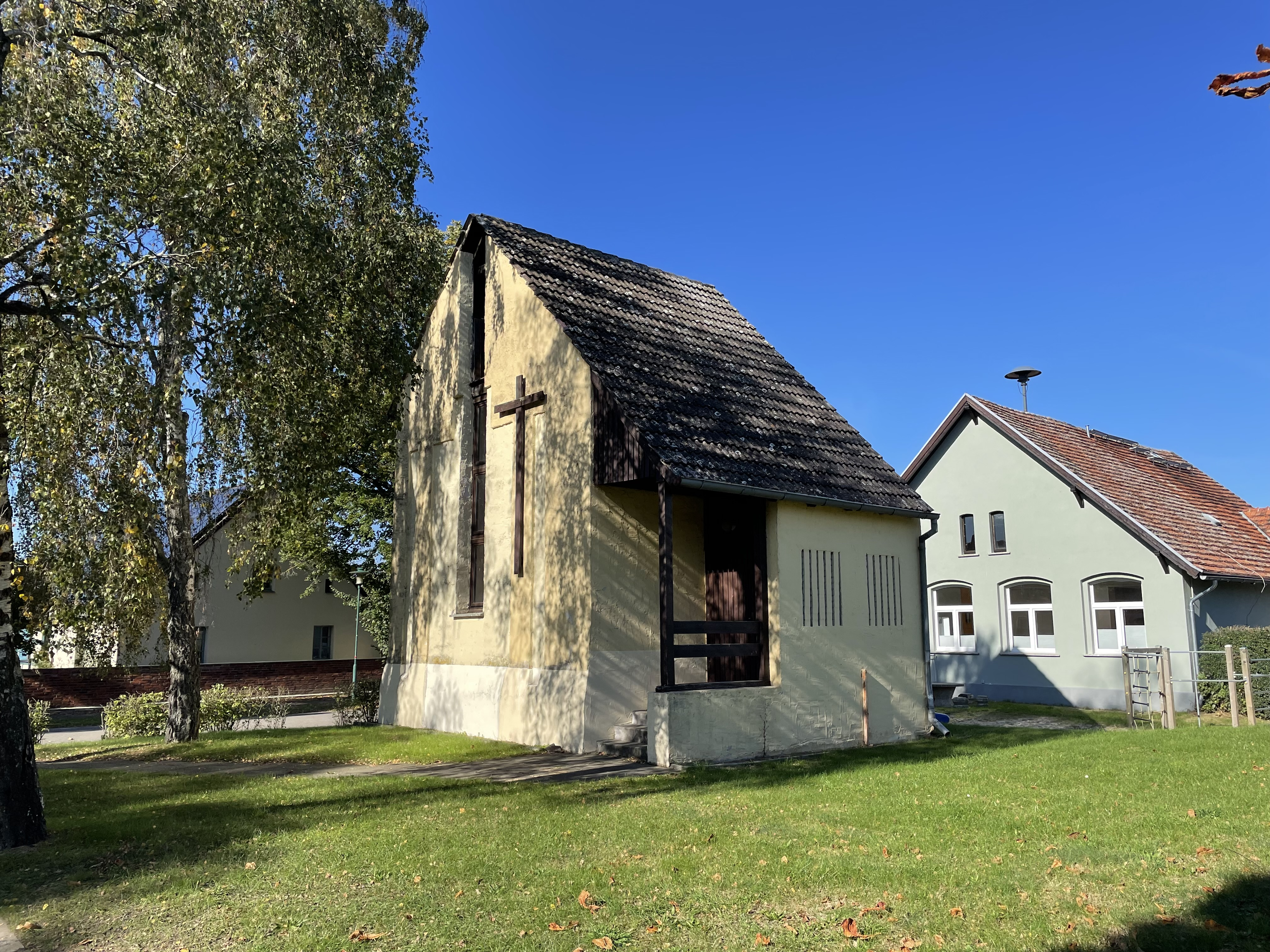
Dorfkirche von Südosten

Die Dorfkirche im Ort Bahnitz ist eine 1982 eingeweihte kleine evangelische Kirche in der Kommunalgemeinde Milower Land im Westen des Landes Brandenburg. Sie gehört zum Kirchenkreis Elbe-Fläming der Evangelischen Kirche in Mitteldeutschland im Bischofssprengel Magdeburg. Sie gilt mit 14 m² als die kleinste Kirche in Deutschland, in der noch regelmäßig Gottesdienste abgehalten werden.

## Lage
Die Dorfstraße führt als Verlängerung der Chausseestraße als zentrale Verbindung von Südwesten kommend in nordöstlicher Richtung auf die Havel zu. Im Dorfzentrum steht die Kirche östlich der Kirche auf einem leicht erhöhten Grundstück, dass nicht eingefriedet ist.

## Geschichte
Die Dorfkirche des Ortes hatte vor ihrem jetzigen Bau mindestens drei Vorgänger, denn die Ersterwähnung des Ortes findet sich in einer bischöflichen Urkunde des Jahres 1225. Um 1777 wurde ein (sicherlich zweiter) Kirchenbau an dieser Stelle wegen Baufälligkeit abgerissen und 1782 ein Neubau eingeweiht. Dieser besaß einen hölzernen Turmhelm, in dem zwei Bronzeglocken hingen: eine hatte der Brandenburger Gießer Andreas Moldenhauer d. Ä. im Jahr 1505 gefertigt, die zweite stammte aus der Glockengießerei von Heinrich Borstelmann aus Magdeburg und trägt die Jahreszahl 1590.
Diese Kirche war ein Putzbau im spätbarocken Zopfstil. Sie hatte einen Westturm, den eine konkav geformte Haube mit einer hohen Laterne abschloss. Im Dach befanden sich rundherum Gaupen mit Zifferblättern einer Turmuhr. Die Wetterfahne dieses Baus wies die Jahreszahl 1780 auf. Der Kirchenbau wurde im Zweiten Weltkrieg stark beschädigt und die Dachkonstruktion war durch Wurmfraß befallen. Das Mauerwerk und der Dachstuhl waren dringend reparaturbedürftig. Aus diesem Grund wurde die Kirche 1962 aufgrund einer Einsturzgefahr baupolizeilich gesperrt. Da weder die Kommunal- noch die Kirchengemeinde über ausreichende finanzielle Mittel für eine Sanierung verfügten, wurde der Abriss des Kirchenbaus beschlossen. Die beiden historischen Glocken wurden abgenommen und zwischengelagert.
Erhalten blieb nur auf etwa fünf Meter Höhe die Grundmauer des Kirchturms. Unter Einbeziehung des Turmstumpfes wurde ab 1973 ein Kirchenneubau nach Plänen des Potsdamer Architekten Albert Gimsa begonnen. Nach einer längeren Unterbrechung wurde er ab 1978 weitergeführt und 1982 mit der Kircheneinweihung am 19. Juni 1982 abgeschlossen. Die Kirche ist mit ihren 33 Plätzen die kleinste des Havellandes.

## Bauwerk

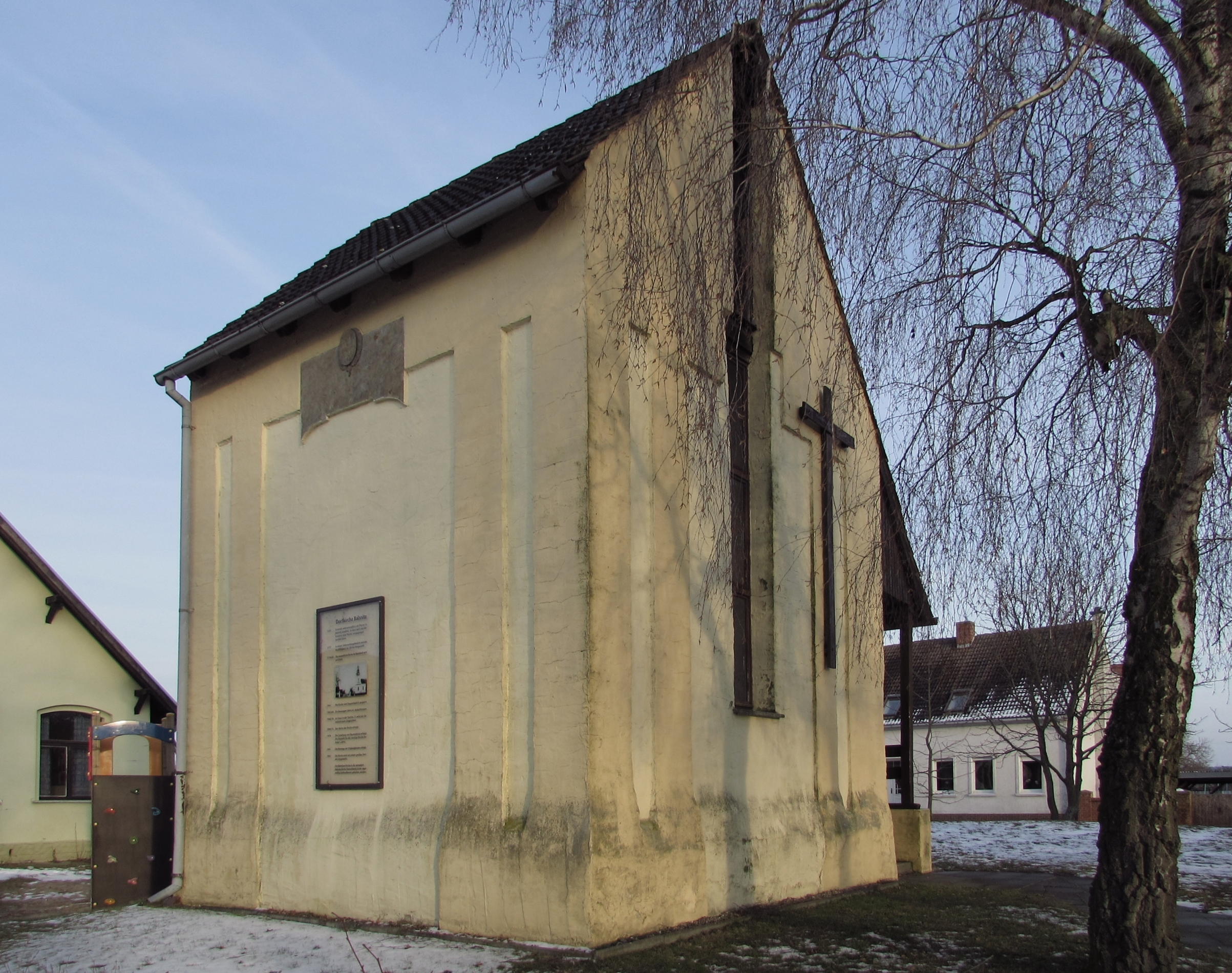
Kirche von Südwesten

Die Bahnitzer Kirche ist ein kleiner Kirchenbau mit einem nahezu quadratischen Grundriss. Das Bauwerk ist ein schlichter Putzbau, dessen Gottesdienstraum nur 14 m² groß ist. Das einzige Fenster weist nach Süden und geht nach oben zum Dachstuhl über in den giebelintegrierten Glockenstuhl, der sich außer nach Süden auch nach Norden öffnet. Im Glockenstuhl sind die beiden Bronzeglocken aus dem 16. Jahrhundert wieder installiert worden.
Der Eingang, eine schlichte Holztür, befindet sich in der südöstlichen Ecke und ist über eine vierstufige Treppe zu erreichen. Lisenen gliedern die Fassade optisch. Das Dach ist ein über dem Eingang tiefgezogenes Satteldach, das mit grauen Dachziegeln eingedeckt ist. Im Inneren befindet sich eine hölzerne Empore. Statt des üblichen Kreuzes auf dem Dach sind zwei Segenszeichen auf beiden Seiten an der Fassade angebracht.

## Ausstattung
Die Ausstattung besteht lediglich aus einem leicht erhöhten Pult, einigen Kerzen sowie einer Holzskulptur, die auf dem Altar steht.